# توماس الأول. شيريدان
توماس الأول. شيريدان هو سياسي أمريكي، ولد في 1890 في نيويورك في الولايات المتحدة، وتوفي في 1962. نشط حزبياً في الحزب الديمقراطي. وقد انتخب عضو مجلس ولاية نيويورك ‏ (1922 – 1930).